# Judo-Afrikameisterschaften 2025
Die Judo-Afrikameisterschaften 2025 fanden vom 25. bis 27. April 2025 in Abidjan, Elfenbeinküste statt. 190 Athleten aus 24 Nationen nahmen daran teil.

## Ergebnisse

### Männer
| Gewichtsklasse                 | Gold                   | Silber               | Bronze                                    |
| ------------------------------ | ---------------------- | -------------------- | ----------------------------------------- |
| Superleichtgewicht (bis 60 kg) | Youssry Samy           | Leonardo Barros      | Ahmed Alaoui Cherifi Fraj Dhouibi         |
| Halbleichtgewicht (bis 66 kg)  | Edmilson Pedro         | Mouhamedou Mboup     | Abderrahmane Boushita Rachid Cherrad      |
| Leichtgewicht (bis 73 kg)      | Hassan Doukkali        | Alaeddine Ben Chalbi | Ahmed Mehibel Messaoud Dris               |
| Halbmittelgewicht (bis 81 kg)  | Abdelrahman Abdelghany | Valentin Houinato    | Timothy Meuwsen Namory Keita              |
| Mittelgewicht (bis 90 kg)      | Achraf Moutii          | Abdelaziz Ben Ammar  | Rémi Feuillet Aly Abdelaal                |
| Halbschwergewicht (bis 100 kg) | Abdalla Abdelsamea     | Omar Elramly         | Rayane Zakaria Benatia Koussay Ben Ghares |
| Schwergewicht (über 100 kg)    | Mohamed Aborakia       | Mbagnick Ndiaye      | Mustapha Bouamar Piter da Silva           |

### Frauen
| Gewichtsklasse                 | Gold                         | Silber             | Bronze                                       |
| ------------------------------ | ---------------------------- | ------------------ | -------------------------------------------- |
| Superleichtgewicht (bis 48 kg) | Oumaima Bedioui              | Houaria Kaddour    | Maria Segunda Nura Salem                     |
| Halbleichtgewicht (bis 52 kg)  | Soumiya Iraoui               | Faïza Aissahine    | Chaima Sidaoui Céline Baba Matia             |
| Leichtgewicht (bis 57 kg)      | Mariana Esteves              | Andreza Antonio    | Jadiya Bejeira Tassnim Roshdy                |
| Halbmittelgewicht (bis 63 kg)  | Jasmine Martin               | Chaimae Taibi      | Fatma Ghanem Amina Belkadi                   |
| Mittelgewicht (bis 70 kg)      | Aina Laura Rasoanaivo Razafy | Zita Ornella Biami | Diassonema Mucungui Wided Rayhid             |
| Halbschwergewicht (bis 78 kg)  | Marie Branser                | Arij Akab          | Georgika Wesly Djengue Moune Dyhia Benchalal |
| Schwergewicht (über 78 kg)     | Siwar Dawedi                 | Meroua Mammeri     | Sarra Mzougui Crislayn Rodrigues             |

## Medaillenspiegel
| Platz | Nation     | Gold | Silber | Bronze | Gesamt |
| ----- | ---------- | ---- | ------ | ------ | ------ |
| 1.    | Ägypten    | 4    | 1      | 4      | 9      |
| 2.    | Marokko    | 3    | 1      | 2      | 6      |
| 3.    | Tunesien   | 2    | 3      | 5      | 10     |
| 4.    | Guinea     | 2    | –      | –      | 2      |
| 5.    | Angola     | 1    | 2      | 4      | 7      |
| 6.    | Südafrika  | 1    | –      | 1      | 2      |
| 7.    | Madagaskar | 1    | –      | –      | 1      |
| 8.    | Algerien   | –    | 3      | 8      | 11     |
| 9.    | Senegal    | –    | 2      | 1      | 3      |
| 10.   | Kamerun    | –    | 1      | 2      | 3      |
| 11.   | Benin      | –    | 1      | –      | 1      |
| 12.   | Mauritius  | –    | –      | 1      | 1      |